# Gustavia longifolia
Gustavia longifolia là một loài thực vật có hoa trong họ Lecythidaceae. Loài này được Poepp. ex O.Berg mô tả khoa học đầu tiên năm 1858.